# Suleyman Abusaidovich Kerimov
Suleyman Abusaidovich Kerimov (tiếng Nga: Сулейман Абусаидович Керимов; tiếng Lezgi: Керимрин Абусаидан хва Сулейман) (Lezgins), sinh ngày 12 tháng 03 năm 1966 ở Derbent, Cộng hòa xã hội tự trị Xô Viết Dagestan, Liên Xô, là đại biểu Quốc hội liên bang Nga. Ông cũng là nhà doanh nhân, theo dpa (2008) với tài sản 17,5 tỷ ông giàu thứ 35 trên thế giới. Năm 2009 tài sản ông theo Forbes chỉ còn 3,1 tỷ Dollar, ông xuống hạng 196. Năm 2011 với tài sản là 7,8 tỷ Dollar ông lên lại hạng 118.

## Tiểu sử
Kerimov sanh vào ngày 12 tháng 3 năm 1966 tại Derbent, Dagestan. Cha ông là một luật sư tại một viện điều tra tội ác, mẹ là một nhân viên kế toán tại Sberbank. Sau khi tốt nghiệp trung học vào năm 1983, Kerimov học ngành kỹ thuật xây dựng dân dụng tại trường cao đẳng kỹ thuật vào năm 1984. Sau một năm thi hành nghĩa vụ quân sự ông sang học tại đại học Dagestan nơi mà ông tốt nghiệp về ngành Tài chánh và Kinh tế vào năm 1989., Cũng tại trường đại học này ông gặp vợ ông, Firuza, con gái của một cựu viên chức cộng sản cao cấp.

## Sự nghiệp

### Ban đầu
Sau thi tốt nghiệp đại học Kerimov làm nhân viên kế toán tại xưởng chế dụng cụ điện tử Eltav ở Makhachkala, thủ đô của Dagestan. Kerimov was paid 150 roubles (approximately $250 dollars) a month and he and his wife lived in a worker’s hostel attached to the plant, where they shared one room of a two-room flat.

Chẳng bao lâu Kerimov được lên tới chức phó tổng giám đốc Eltav and began to dabble in investing alongside during the fall of the Soviet Union.

### Fedprombank
Vào năm 1993, Kerimov chịu trách nhiệm điều hành các hoạt động giữa Eltav và Fedprombank, một nhà băng ở Moskva được lập ra bởi hãng điện tử này. Fedprombank cung cấp tài chính cho những kỹ nghệ mà gặp khó khăn, Kerimov và các đồng nghiệp trở thành chủ nợ của nhiều công ty hạ tầng kỹ thuật lớn. Khi nền kinh tế Nga ổn định trở lại, các nợ nần này được trả với một số tiền lời lớn.

Năm 1995, Kerimov được chỉ định làm giám đốc nhà băng và cơ quan thương mại Soyuz-Finans, nơi mà ông bầy ra nhiều vụ chiếm đoạt các hãng lớn, như vụ mua lấy Smolensky Passazh, một trung tâm thương mại, và AvtoBank.

Vào năm 1997, Kerimov đã có tới 50% cổ phần của Vnukovo Airlines và mua đứt Fedprombank.